# Kirchenburg Weissach
Burg Weissach ist eine ehemalige Kirchenburg aus dem 13. Jahrhundert in Weissach im Landkreis Böblingen.

## Beschreibung
Das Innere der Anlage besteht aus dem Langhaus der Kirche, einem Turm, der heute als Glockenturm dient, einem steinernen Bau und mehreren Gaden. Die Gaden und das steinerne Gebäude sind mit der heute nur noch in Resten erhaltenen Ringmauer verbunden. Das Innere der Anlage war früher nur über das sich im Südwesten befindliche Tor zugänglich. An der Nordseite der Mauer sind noch Abschnitte einer Zwingermauer vorhanden.

## Geschichte

### Kirche
Das Langhaus der heutigen Kirche stammt aus der Zeit um 1500, jedoch wird davon ausgegangen, dass bereits ein romanischer Vorgängerbau existierte. Zwischen 1598 und 1618 wurde der Bau verändert, dazu kamen Anbauten wie die Sakristei von 1601 und das Südportal von 1618. Im Jahr 1810 wurde der Chor des Langhauses erweitert. 1910 wurde eine Kirchenrenovierung unter der Leitung Heinrich Dolmetschs durchgeführt. Bei einer Restaurierung im Jahr 1960 wurden mehrere historische Bemalungen im Kircheninnern entdeckt, beispielsweise eine gemalte Türrahmung von 1598 oder ein Zyklus von 1717.

### Turm, Herrenhaus und Gaden
Der freistehende Wehrturm, heute Glockenturm der Kirche, wurde erstmals 1254 erwähnt und war wohl ursprünglich Bergfried der Burganlage. Im Jahre 1756 wurde das Glockengeschoss des Turms erneuert.
Das Herrenhaus wurde wohl gleichzeitig mit dem Turm errichtet und diente im 16. Jahrhundert als Fruchtkasten der württembergischen Herrscher. Das Gebäude brannte 1876 ab und wurde beim Wiederaufbau im selben Jahr nicht wieder in voller Höhe errichtet.

Die Gaden, die laut Datierung in den Kellereingängen von 1611, 1692 und 1735 stammen, dienten als Fruchtspeicher. Sie wurden zusammen mit der Wehrmauer in den Jahren 1980 bis 1982 renoviert.

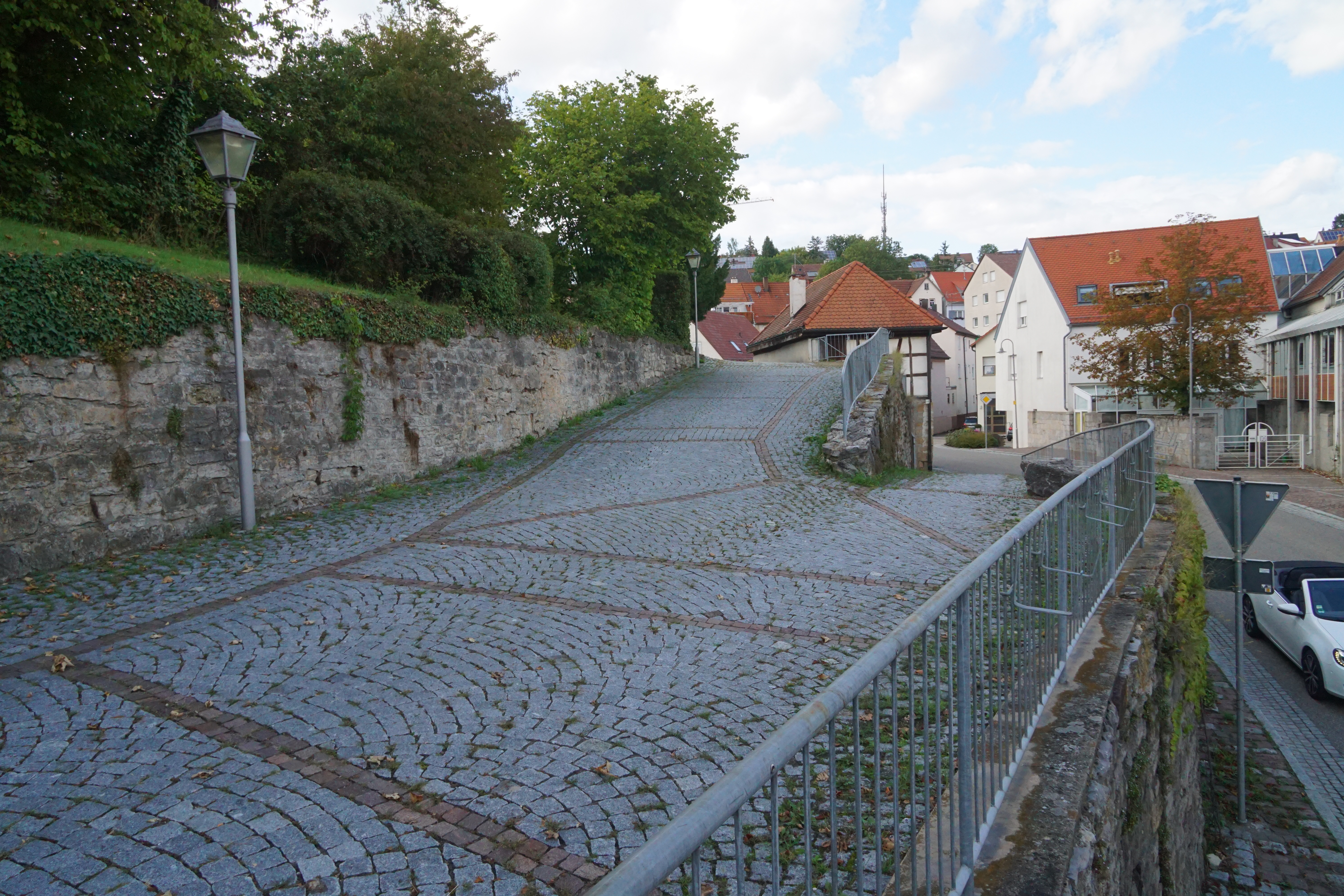
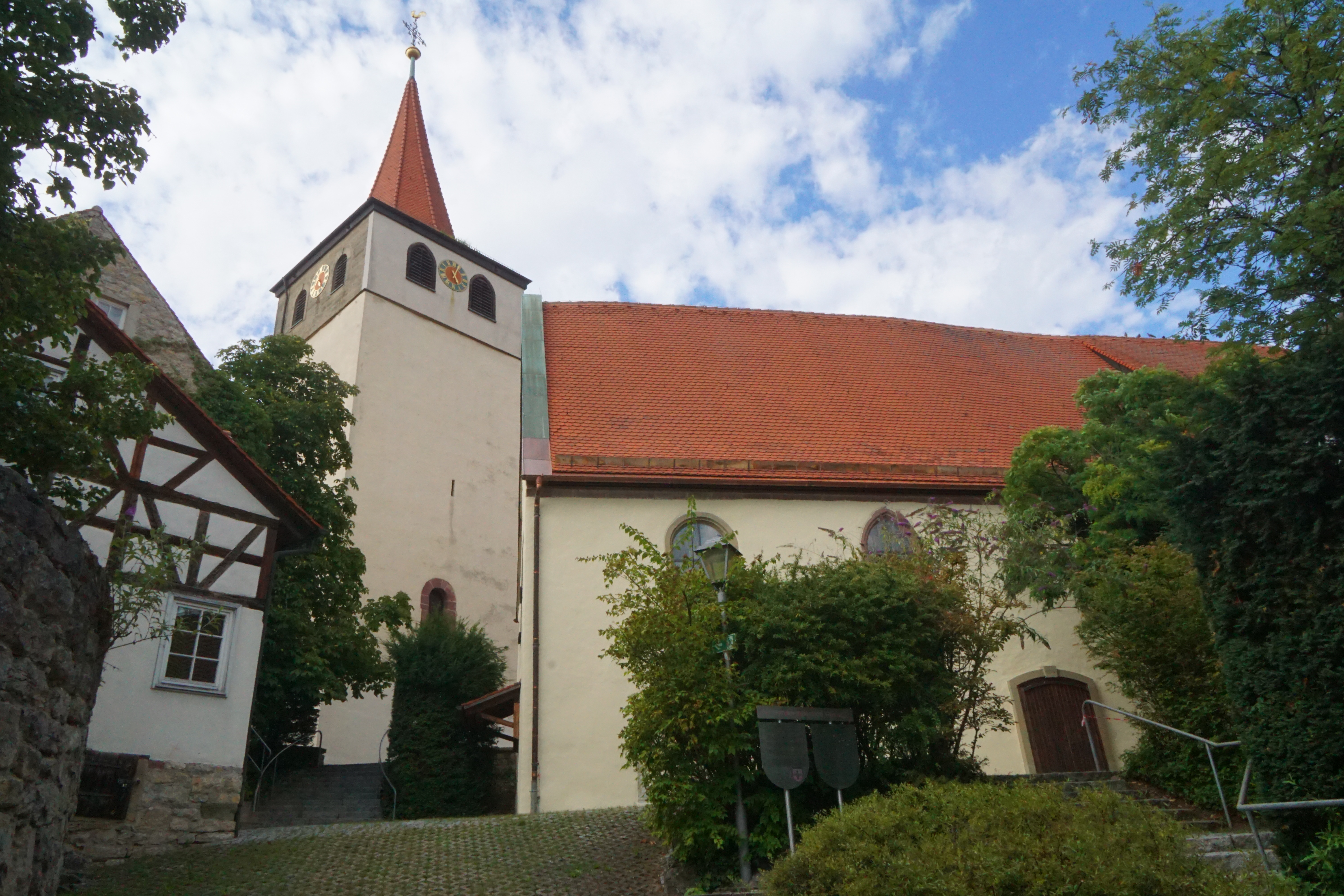
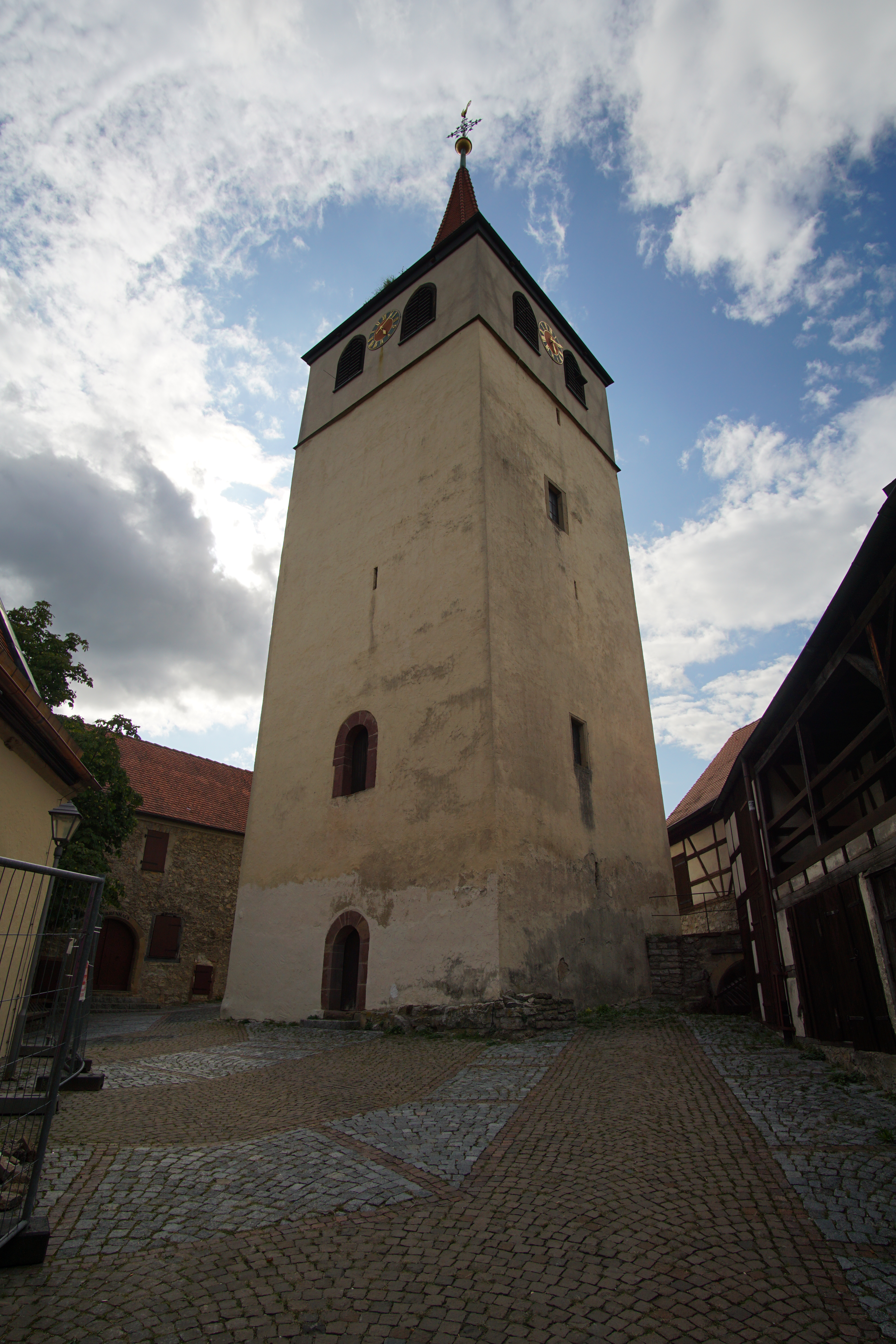
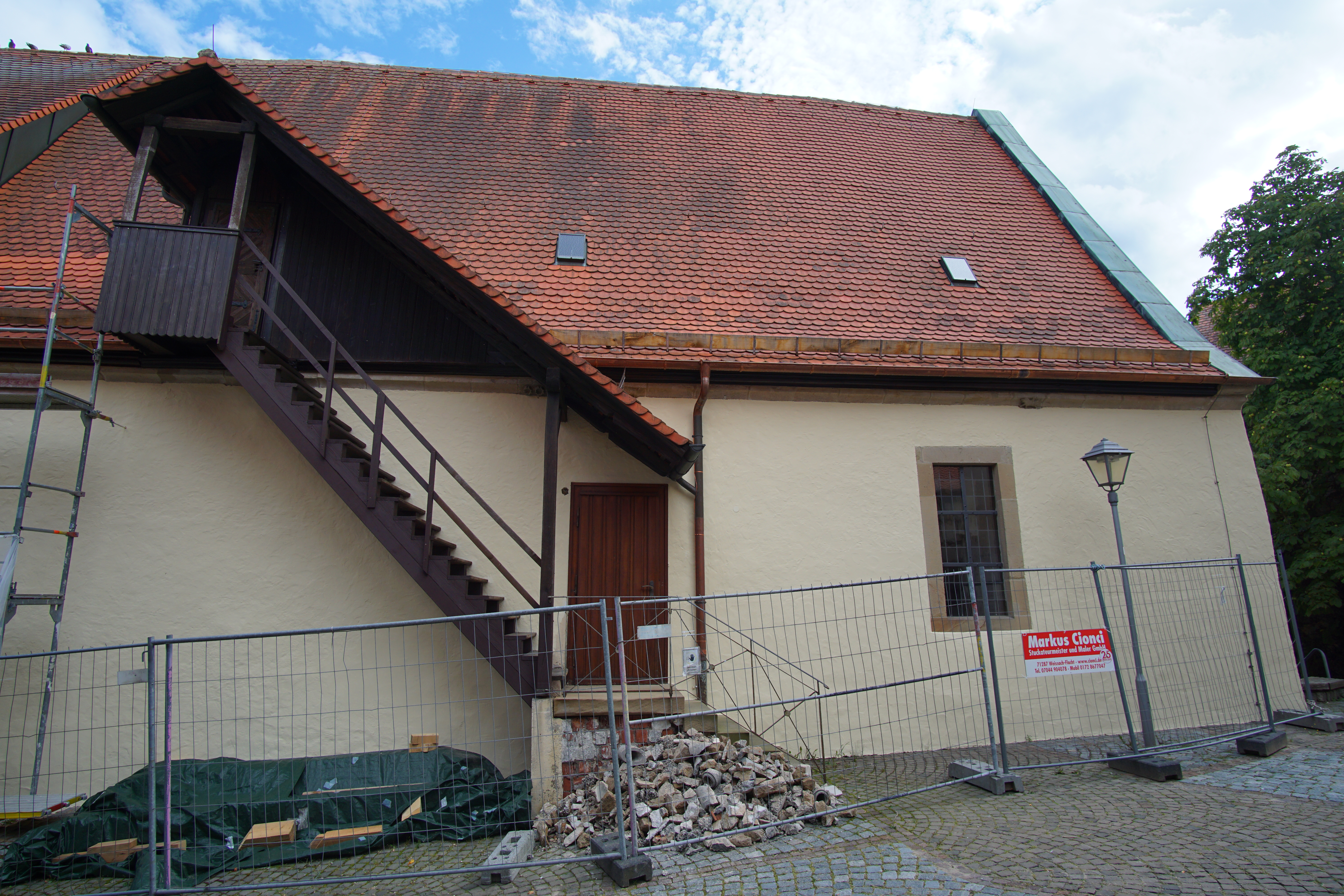
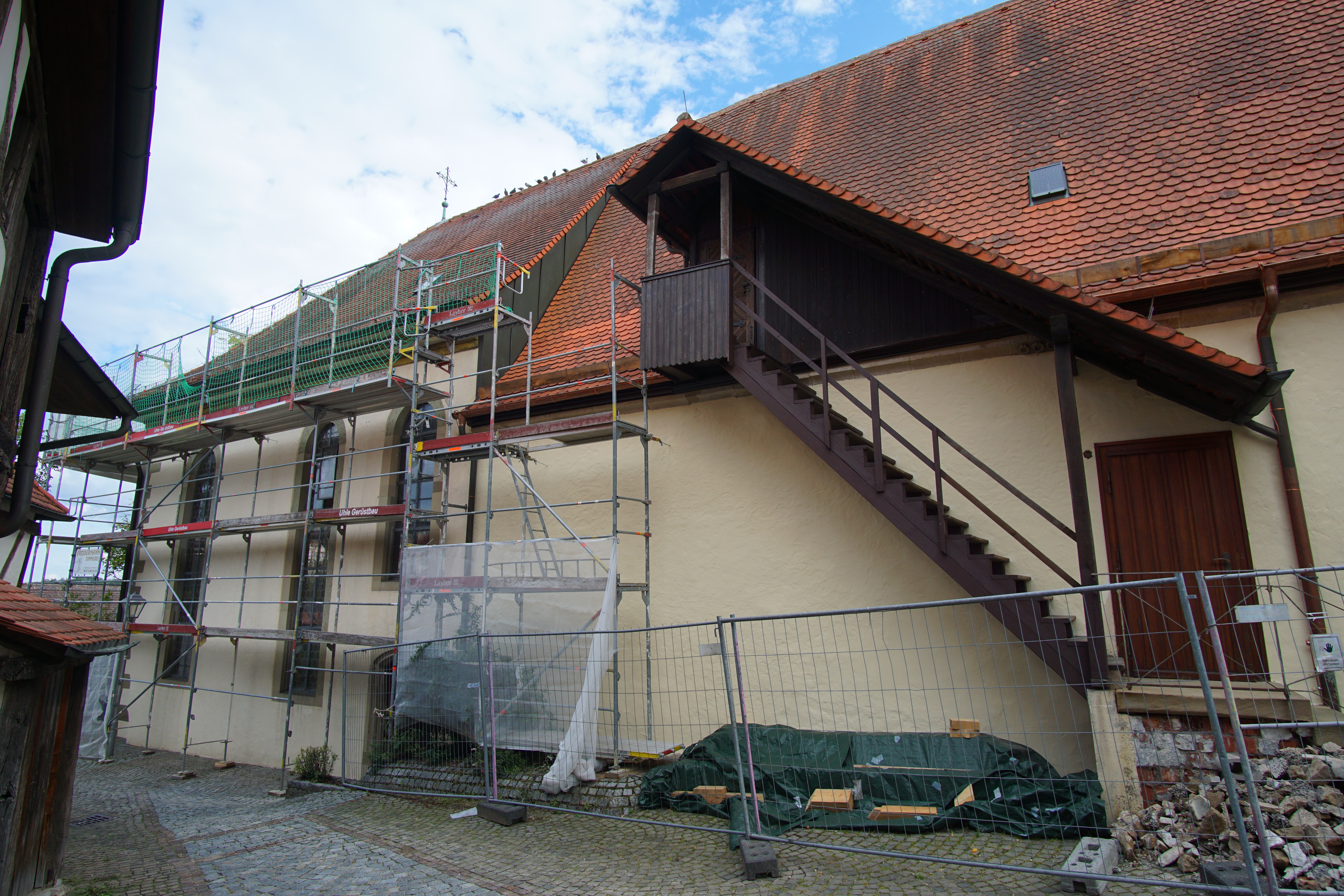
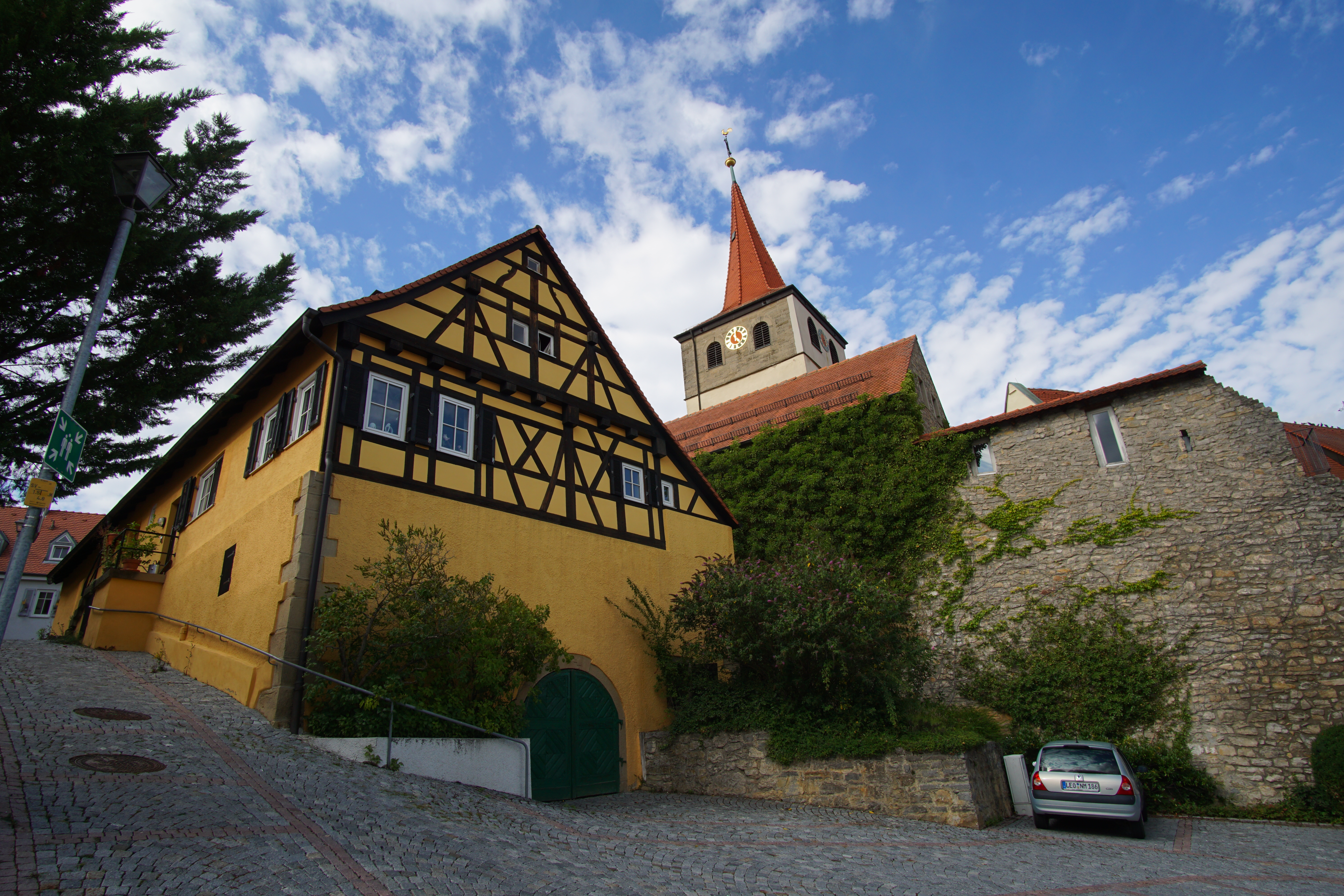
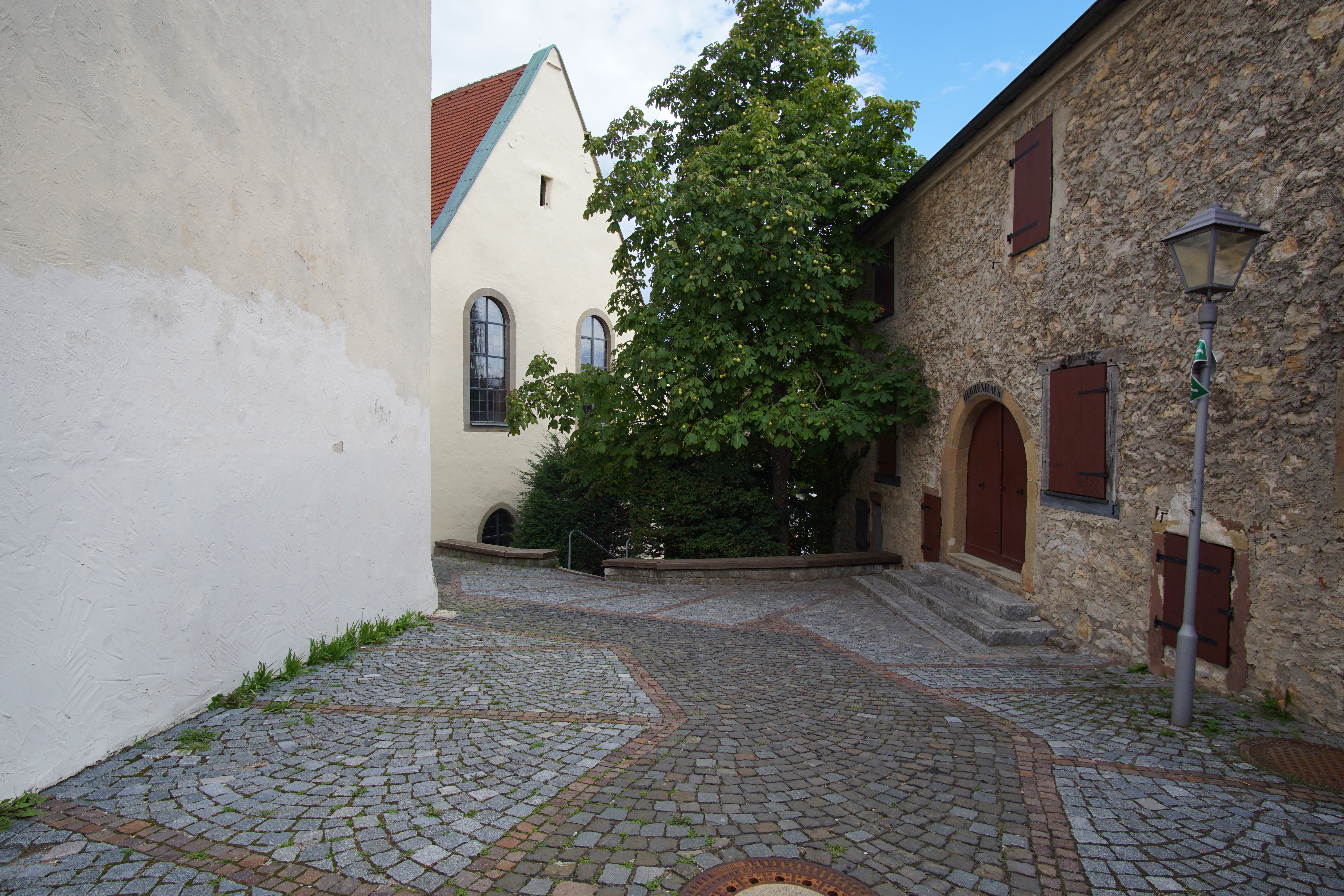
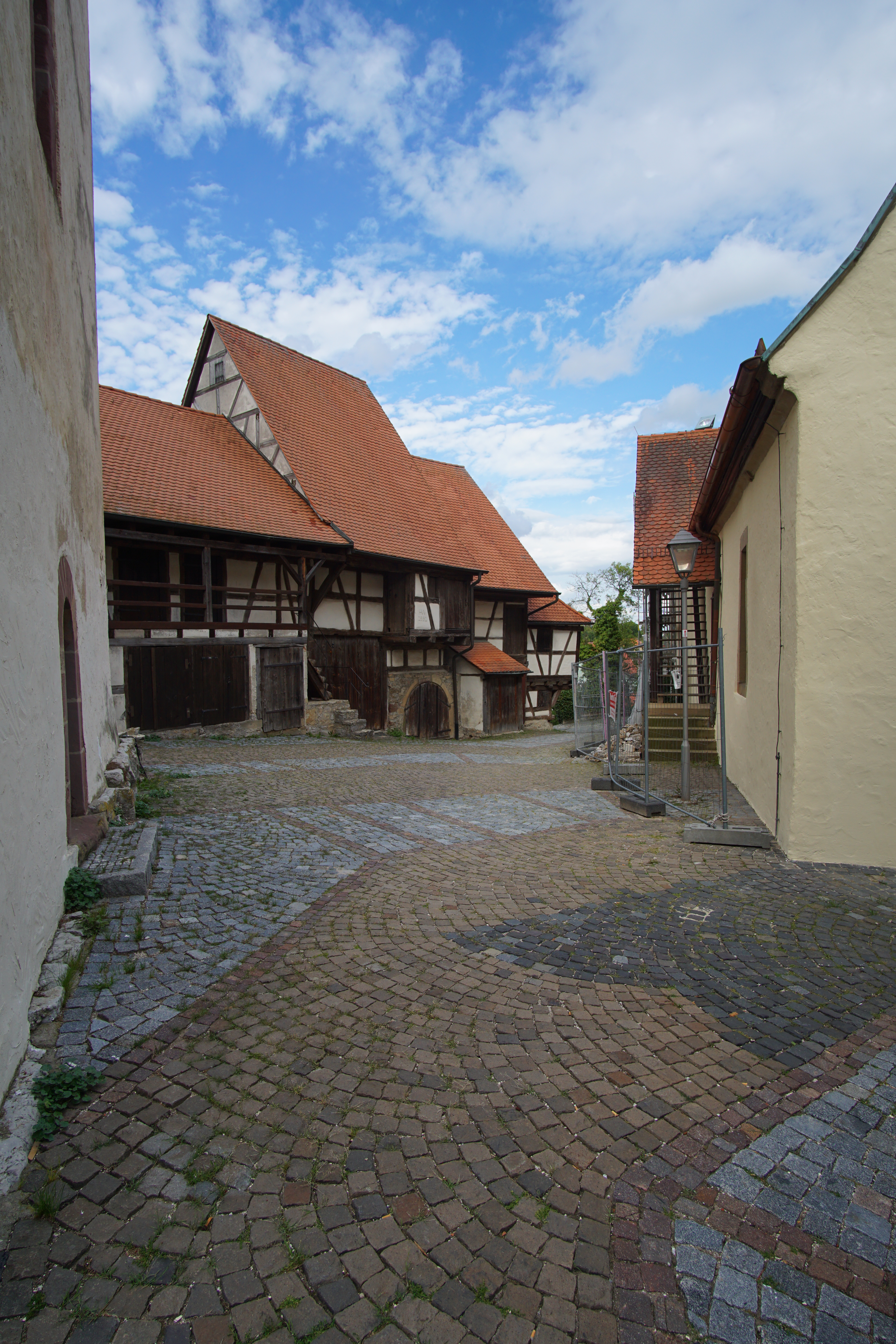
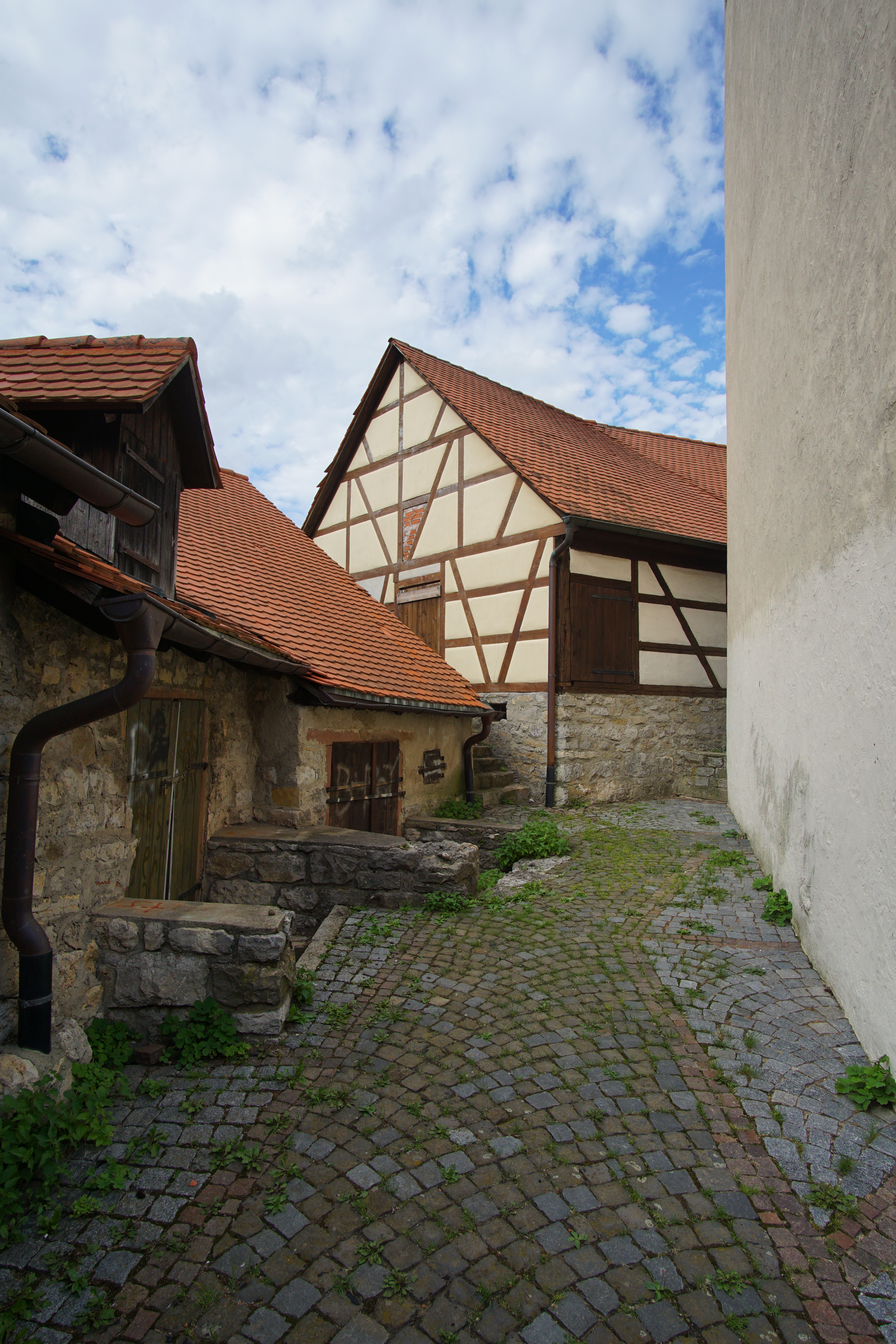
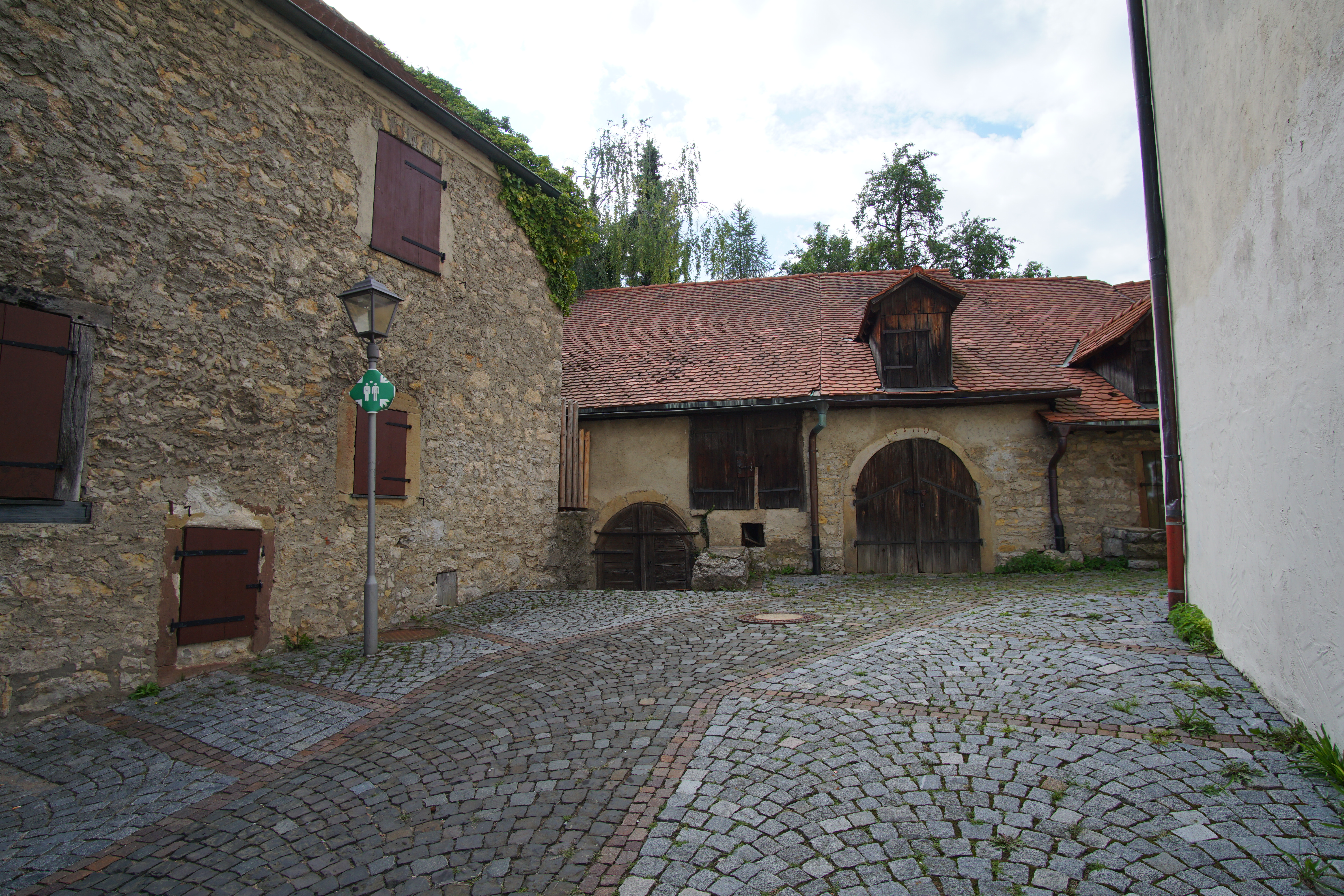
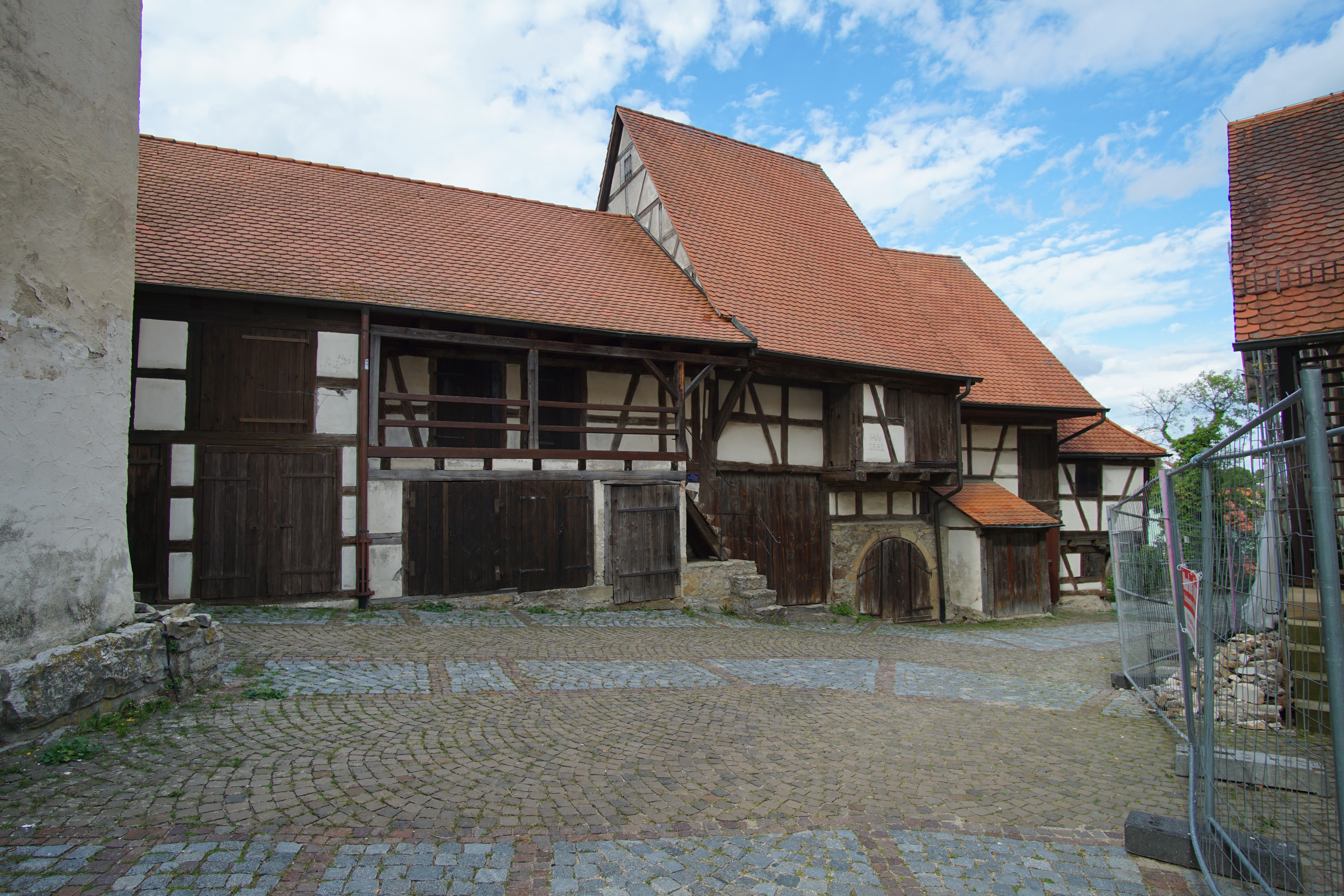
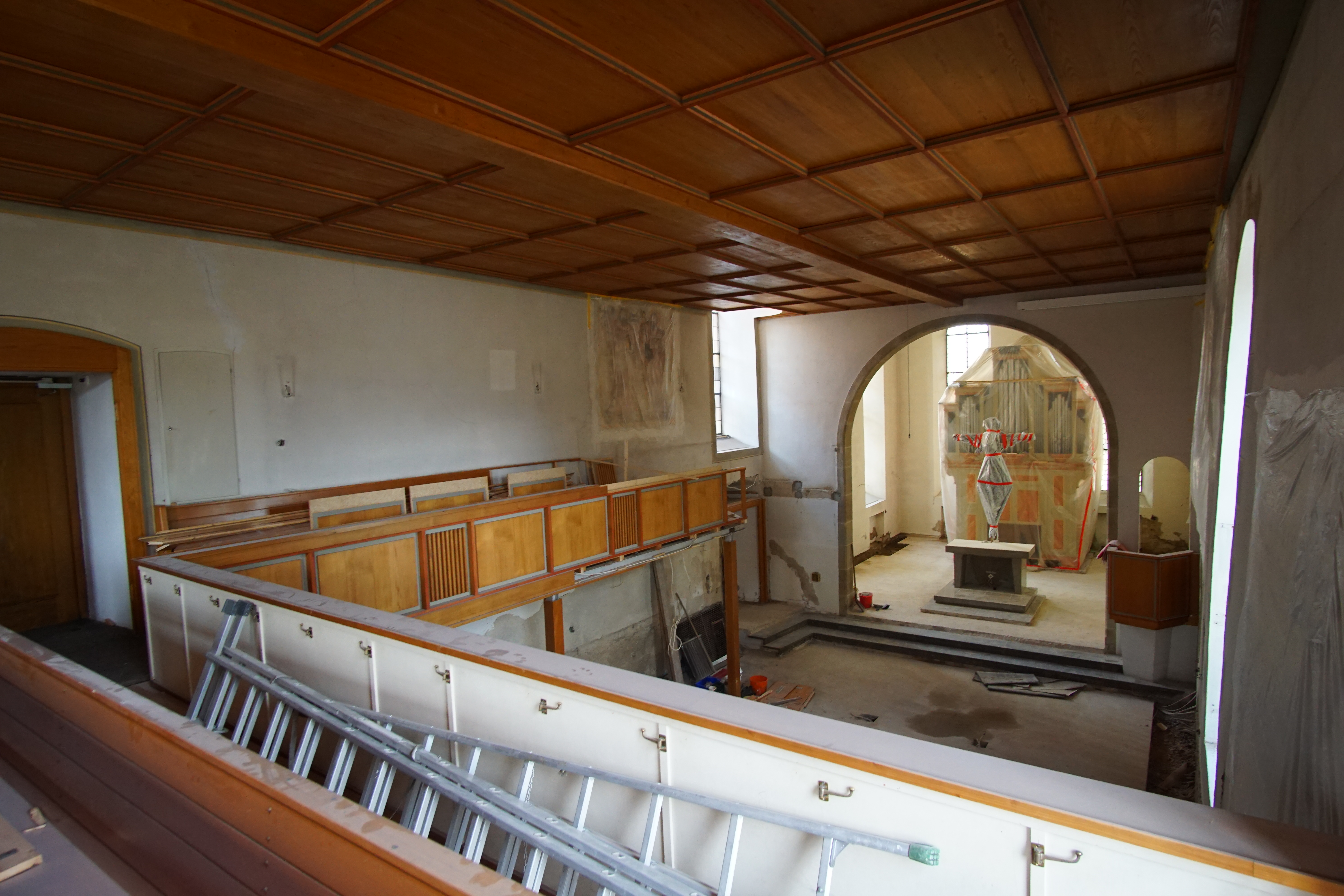
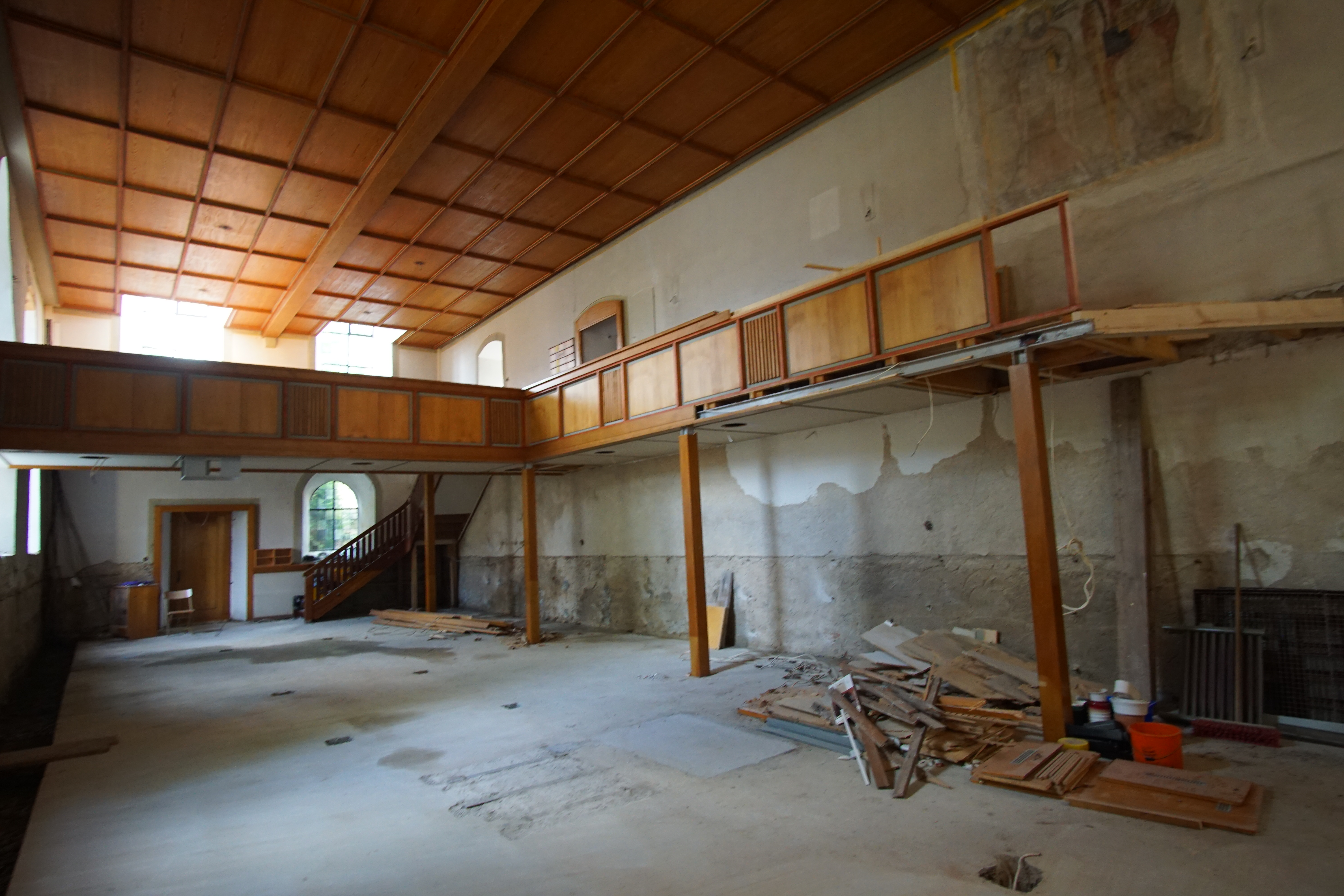
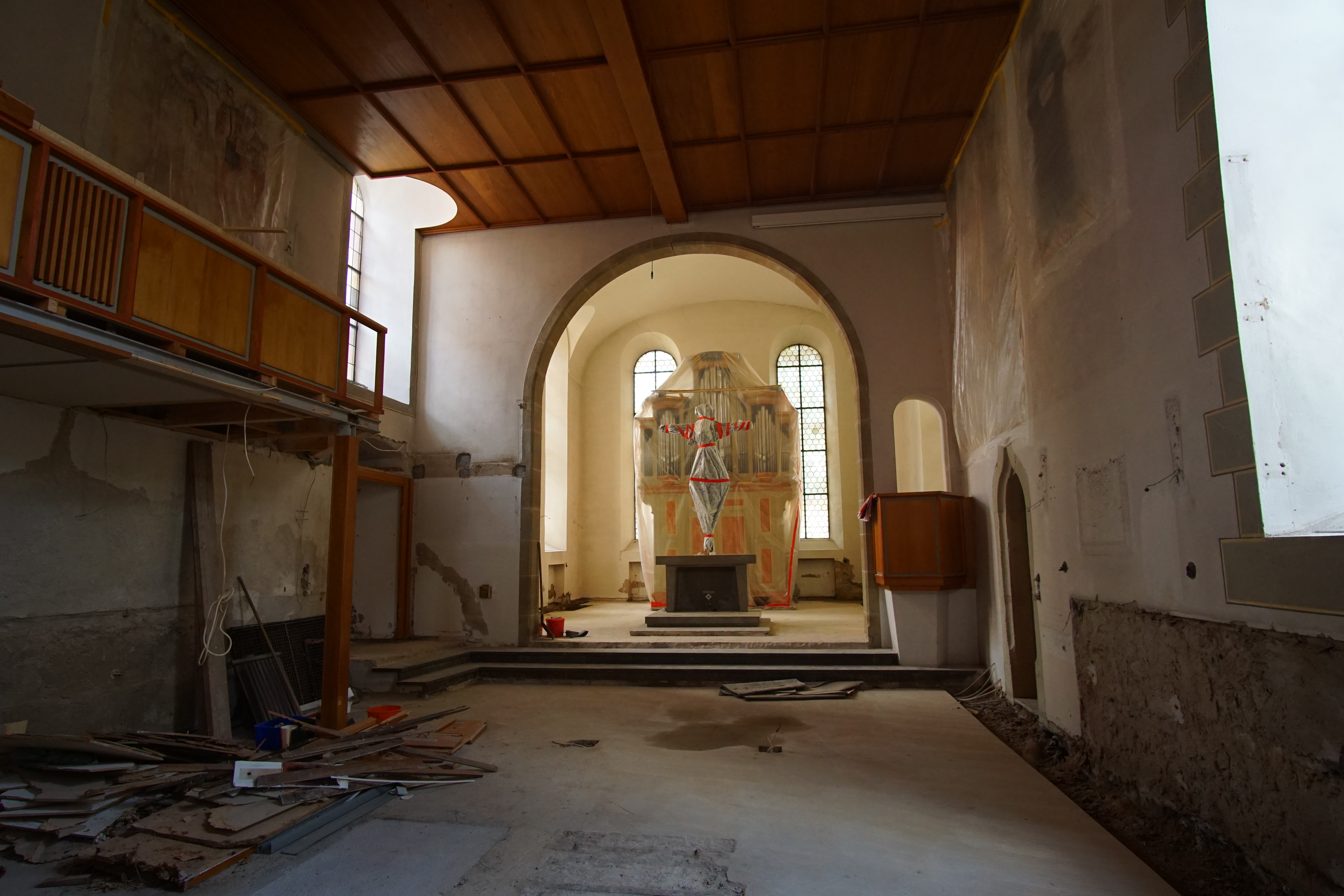